# Louisabeth Röckel

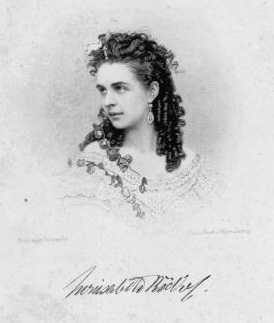
Louisabeth Röckel, Lithographie nach einer Fotografie von A. Weger in Leipzig, um 1870

Louisabeth Röckel, getauft als Elisabethe Louise, auch Louisabeth Roeckel, verheiratete Louisabeth Mathes-Roeckel (* 30. Oktober 1841 in Weimar; † 21. April 1913 in Kassel) war eine deutsche Schauspielerin.

## Leben
Sie war eine Tochter von Richard Wagners Freund August Röckel aus dessen Ehe mit Caroline Lortzing (1809–1871), einer Cousine von Albert Lortzing. Ihr Großvater war der Opernsänger Joseph August Röckel, ein Freund Beethovens, der Schwager von Johann Nepomuk Hummel.
Erzogen wurde sie im Sophienstift in Weimar. Ihren dramatischen Unterricht erhielt sie von Emil Kaibel und Heinrich Franke, ihren Gesangsunterricht von Hans Feodor von Milde.
Ihr Debüt gab sie 1858 in Weimar in der Titelrolle von Heinrich von Kleists Drama Das Käthchen von Heilbronn und unternahm von dort Gastspielreisen nach Frankfurt am Main, Hannover, Halle, Magdeburg, Köln, Heidelberg, Berlin und Königsberg. 1863 ging sie ans Hoftheater in Schwerin und debütierte schließlich am 7. April 1866 am Burgtheater in Wien, wo sie insbesondere von Franz Dingelstedt gefördert wurde.
Am 30. Januar 1869 heiratete sie den Oberinspektor der Kaiser Ferdinands-Nordbahn, Heinrich Mathes, und trat am 31. August 1871 zum vorläufig letzten Mal auf der Bühne auf. Am 1. April 1879 kehrte sie ans Burgtheater zurück und wirkte dort noch anderthalb Jahrzehnte.
Auch ihr Sohn Eduard Mathes widmete sich der Bühne.

## Schülerinnen (Auswahl)
- Marie Doppelbauer, Liese Fleuron, Stephanie Hildburg, Poldi Sangora